# Eurovision Song Contest 2015
Eurovision Song Contest 2015, česky také Velká cena Eurovize 2015 (či jen Eurovize 2015), byl 60. ročník soutěže Eurovision Song Contest, který se konal ve Vídni v Rakousku, a to díky vítězství zpěvačky Conchity Wurst s písní „Rise Like a Phoenix“ na předchozím ročníku. Soutěž, organizovaná Evropskou vysílací unií (EVU) a stanicí Österreichischer Rundfunk (ORF), se konala ve Wiener Stadthalle. Semifinálová kola se uskutečnila 19. a 21. května, finále pak 23. května 2015. Moderátory přenosů byly televizní moderátorky Mirjam Weichselbraun, Alice Tumler a Arabella Kiesbauer.
Soutěže se zúčastnilo 40zemí, což je o tři státy více oproti předchozímu roku. Poprvé se soutěže zúčastnila Austrálie, a to jako speciální host při příležitosti šedesátého výročí soutěže. Do soutěže se po roční pauze vrátili Kypr a Srbsko, po 6 letech se vrátilo také Česko. Ukrajina se naopak soutěže nezúčastnila z důvodu finanční a politické krize.
Vítězem se stal švédský zpěvák Måns Zelmerlöw s písní „Heroes“. Skladba vyhrála u porot, u diváků ale skončila až na třetím místě, celkem získala 365 bodů z 468 možných, dvanáctibodové ohodnocení získala od 12 zemí. Poprvé v historii interpreti na prvních čtyřech místech získali více než 200 bodů. Ruská píseň „A Million Voices“ získala přes 300 bodů, což historicky poprvé nestačilo na vítězství. Poprvé od roku 2003 některá země nezískala ani bod, v tomto roce to byly dokonce dvě země. Historicky poprvé a naposledy nezískala pořadatelská země ani bod.
Soutěž sledovalo na celém světě více než 197 milionů diváků, což je o dva miliony více oproti předchozímu ročníku.

## Místo konání

Místo konání soutěže, Wiener Stadthalle ve Vídni

Do užšího výběru města, které soutěž uspořádá, postoupily kromě hlavního města také Štýrský Hradec a Innsbruck. Hostitelské právo nakonec obdržela hala Wiener Stadthalle, která vyjma koncertů každým rokem hostí také tenisový turnaj mužů Vienna Open. Hala disponuje běžnou kapacitou 16 000 diváků.

## Formát

### Systém hlasování
Hlasovací systém zůstal stejný jako v předcházejícím roce. Nejlepší desítka každé země vzniklá kombinací úplných žebříčků hlasování diváků a odborné poroty v poměru 50:50 je přepočítána na body (12, 10, 8 až 1 bod).

### Rozlosování a pořadí
Rozlosování účastníků jednotlivých semifinálových kol proběhlo 26. ledna 2015 na Vídeňské radnici. Účastníci vyjma automatických finalistů byli rozděleni do pěti košů podle hlasovacích zvyklostí v předchozích letech. Česká republika byla losem určena účastníkem první poloviny druhého semifinále. Automatickým finalistům byla rozlosována práva k hlasování v daném semifinálovém kole. Austrálie, jejíž účast byla potvrzena 11. února, obdržela hlasovací právo do obou kol.
| Koš 1                                                                       | Koš 2                                                               | Koš 3                                                                 | Koš 4                                                     | Koš 5                                                            |
| --------------------------------------------------------------------------- | ------------------------------------------------------------------- | --------------------------------------------------------------------- | --------------------------------------------------------- | ---------------------------------------------------------------- |
| - Albánie - Makedonie - Malta - Černá Hora - Srbsko - Slovinsko - Švýcarsko | - Dánsko - Estonsko - Finsko - Island - Lotyšsko - Norsko - Švédsko | - Arménie - Ázerbájdžán - Bělorusko - Gruzie - Izrael - Litva - Rusko | - Belgie - Irsko - Kypr - Nizozemsko - Řecko - San Marino | - Česko - Maďarsko - Moldavsko - Polsko - Portugalsko - Rumunsko |

### Design
Grafická podoba soutěže včetně loga byla prezentována 25. listopadu 2014. Logo je doplněno mottem Building Bridges a nově zvoleným fontem názvu soutěže. Autorem designu je Florian Wieder, který na soutěži spolupracoval již v letech 2011 a 2012.

## Seznam účastníků

### První semifinále
Prvního semifinále se zúčastnilo celkem 16 zemí. Odehrálo se 19. května ve 21 hodin místního času. Hlasovat mohli diváci z těchto zemí, Rakouska, Austrálie a dvou zemí tzv. Velké pětky, konkrétně z Francie a Španělska.
| Pořadí | Země       | Interpret                 | Skladba                | Jazyk                  | Umístění | Body |
| ------ | ---------- | ------------------------- | ---------------------- | ---------------------- | -------- | ---- |
| 1.     | Moldavsko  | Eduard Romanyuta          | „I Want Your Love“     | angličtina             | 11.      | 41   |
| 2.     | Arménie    | Genealogy                 | „Face the Shadow“      | angličtina             | 7.       | 77   |
| 3.     | Belgie     | Loïc Nottet               | „Rhythm Inside“        | angličtina             | 2.       | 149  |
| 4.     | Nizozemsko | Trijntje Oosterhuis       | „Walk Along“           | angličtina             | 14.      | 33   |
| 5.     | Finsko     | Pertti Kurikan Nimipäivät | „Aina mun pitää“       | finština               | 16.      | 13   |
| 6.     | Řecko      | Maria Elena Kyriakou      | „One Last Breath“      | angličtina             | 6.       | 81   |
| 7.     | Estonsko   | Elina Born a Stig Rästa   | „Goodbye to Yesterday“ | angličtina             | 3.       | 105  |
| 8.     | Makedonie  | Daniel Kajmakoski         | „Autumn Leaves“        | angličtina             | 15.      | 28   |
| 9.     | Srbsko     | Bojana Stamenov           | „Beauty Never Lies“    | angličtina             | 9.       | 63   |
| 10.    | Maďarsko   | Boggie                    | „Wars for Nothing“     | angličtina             | 8.       | 67   |
| 11.    | Bělorusko  | Uzari a Maimuna           | „Time“                 | angličtina             | 12.      | 39   |
| 12.    | Rusko      | Polina Gagarina           | „A Million Voices“     | angličtina             | 1.       | 182  |
| 13.    | Dánsko     | Anti Social Media         | „The Way You Are“      | angličtina             | 13.      | 33   |
| 14.    | Albánie    | Elhaida Dani              | „I'm Alive“            | angličtina             | 10.      | 62   |
| 15.    | Rumunsko   | Voltaj                    | „De la capăt“          | rumunština, angličtina | 5.       | 89   |
| 16.    | Gruzie     | Nina Sublatti             | „Warrior“              | angličtina             | 4.       | 98   |

### Druhé semifinále

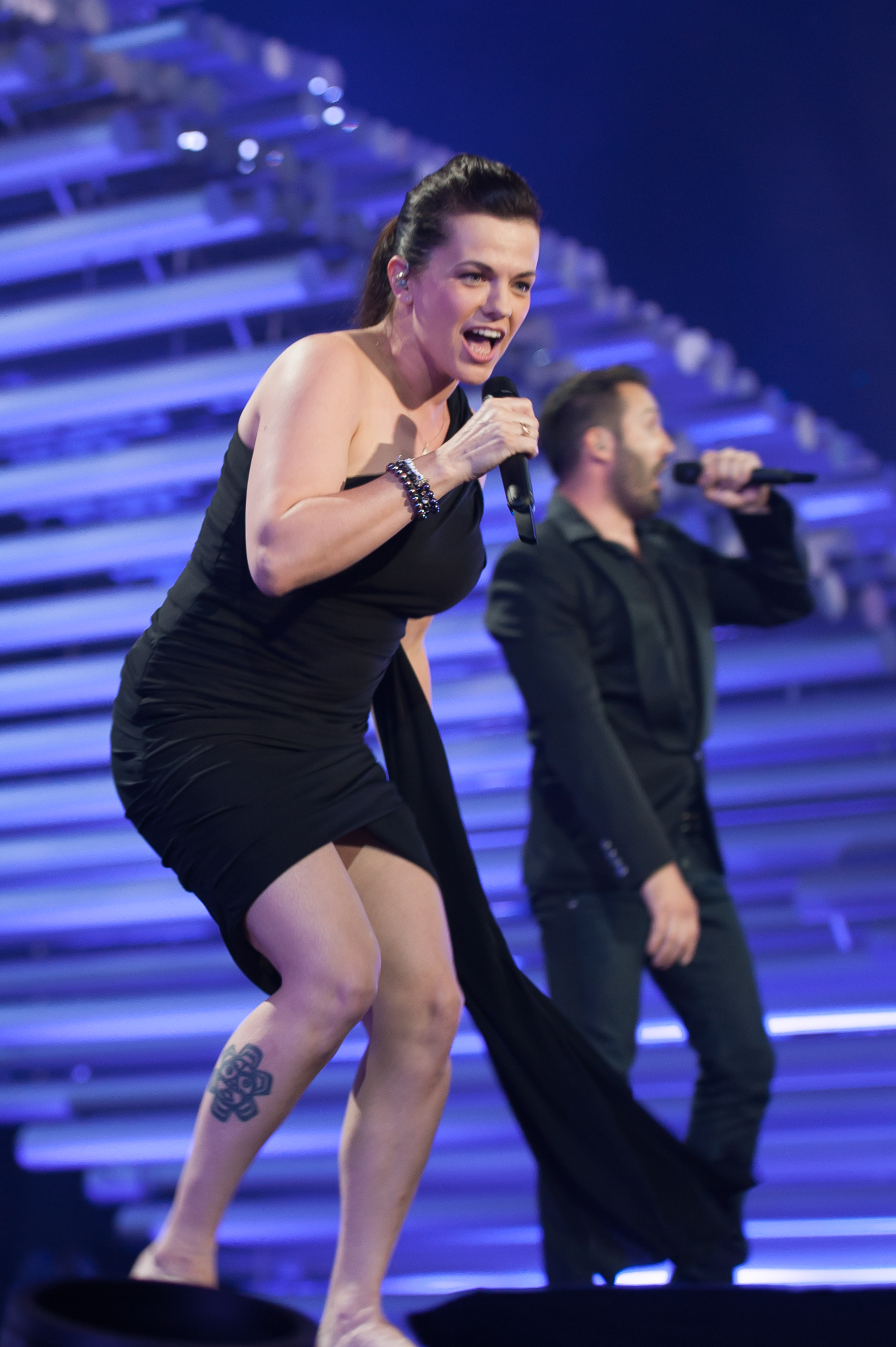
Čeští reprezentanti Marta Jandová a Václav Noid Bárta

Druhého semifinále se zúčastnilo celkem 17 zemí. Odehrálo se 21. května ve 21 hodin místního času. Hlasovat mohli diváci z těchto zemí, Austrálie a tří zemí tzv. Velké pětky, konkrétně z Itálie, Německa a Spojeného království.
| Pořadí | Země        | Interpret                          | Skladba                        | Jazyk         | Umístění | Body |
| ------ | ----------- | ---------------------------------- | ------------------------------ | ------------- | -------- | ---- |
| 1.     | Litva       | Monika Linkytė a Vaidas Baumila    | „This Time“                    | angličtina    | 7.       | 67   |
| 2.     | Irsko       | Molly Sterling                     | „Playing with Numbers“         | angličtina    | 12.      | 35   |
| 3.     | San Marino  | Anita Simoncini a Michele Perniola | „Chain of Lights“              | angličtina    | 16.      | 11   |
| 4.     | Černá Hora  | Knez                               | „Adio“ (Адио)                  | černohorština | 9.       | 57   |
| 5.     | Malta       | Amber                              | „Warrior“                      | angličtina    | 11.      | 43   |
| 6.     | Norsko      | Mørland a Debrah Scarlett          | „A Monster Like Me“            | angličtina    | 4.       | 123  |
| 7.     | Portugalsko | Leonor Andrade                     | „Há um mar que nos separa“     | portugalština | 14.      | 19   |
| 8.     | Česko       | Marta Jandová a Václav Noid Bárta  | „Hope Never Dies“              | angličtina    | 13.      | 33   |
| 9.     | Izrael      | Nadav Guedj                        | „Golden Boy“                   | angličtina    | 3.       | 151  |
| 10.    | Lotyšsko    | Aminata                            | „Love Injected“                | angličtina    | 2.       | 155  |
| 11.    | Ázerbájdžán | Elnur Hüseynov                     | „Hour of the Wolf“             | angličtina    | 10.      | 53   |
| 12.    | Island      | Maria Olafs                        | „Unbroken“                     | angličtina    | 15.      | 14   |
| 13.    | Švédsko     | Måns Zelmerlöw                     | „Heroes“                       | angličtina    | 1.       | 217  |
| 14.    | Švýcarsko   | Mélanie René                       | „Time to Shine“                | angličtina    | 17.      | 4    |
| 15.    | Kypr        | John Karayiannis                   | „One Thing I Should Have Done“ | angličtina    | 6.       | 87   |
| 16.    | Slovinsko   | Maraaya                            | „Here for You“                 | angličtina    | 5.       | 92   |
| 17.    | Polsko      | Monika Kuszyńska                   | „In the Name of Love“          | angličtina    | 8.       | 57   |

### Finále

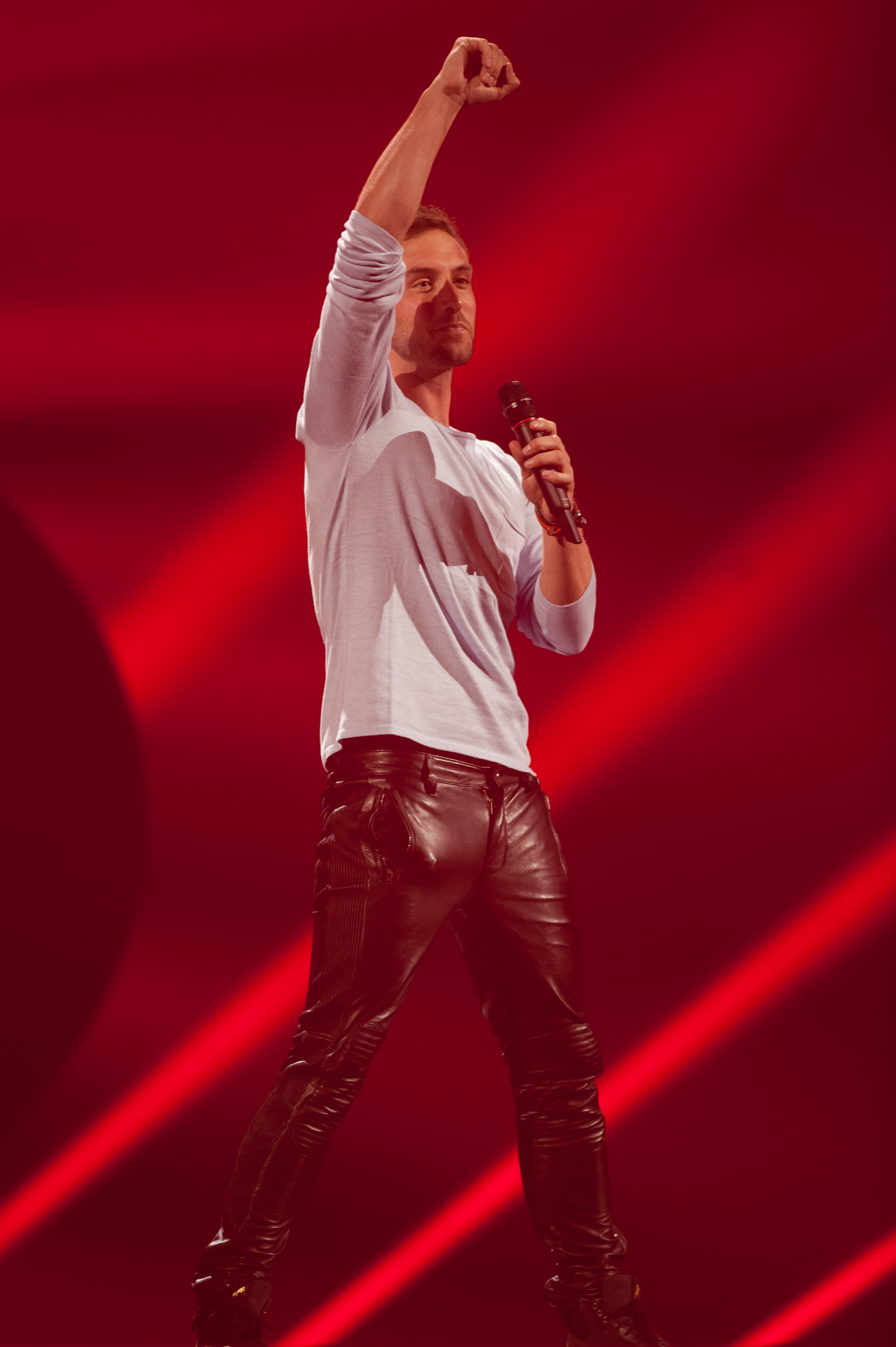
Vítěz ročníku Måns Zelmerlöw reprezentující

Finále se uskutečnilo 23. května ve 21 hodin místního času. Zúčastnilo se ho 27 zemí – 10 nejlepších z každého semifinále, státy z tzv. Velké pětky, které do finále postupují automaticky, Austrálie jakožto speciální host a Rakousko jakožto vítěz předchozího ročníku.
| Pořadí | Země               | Interpret                       | Skladba                        | Jazyk                  | Umístění | Body |
| ------ | ------------------ | ------------------------------- | ------------------------------ | ---------------------- | -------- | ---- |
| 1.     | Slovinsko          | Maraaya                         | „Here for You“                 | angličtina             | 14.      | 39   |
| 2.     | Francie            | Lisa Angell                     | „N'oubliez pas“                | francouzština          | 25.      | 4    |
| 3.     | Izrael             | Nadav Guedj                     | „Golden Boy“                   | angličtina             | 9.       | 97   |
| 4.     | Estonsko           | Elina Born a Stig Rästa         | „Goodbye to Yesterday“         | angličtina             | 7.       | 106  |
| 5.     | Spojené království | Electro Velvet                  | „Still in Love with You“       | angličtina             | 24.      | 5    |
| 6.     | Arménie            | Genealogy                       | „Face the Shadow“              | angličtina             | 16.      | 34   |
| 7.     | Litva              | Monika Linkytė a Vaidas Baumila | „This Time“                    | angličtina             | 18.      | 30   |
| 8.     | Srbsko             | Bojana Stamenov                 | „Beauty Never Lies“            | angličtina             | 10.      | 53   |
| 9.     | Norsko             | Mørland a Debrah Scarlett       | „A Monster Like Me“            | angličtina             | 8.       | 102  |
| 10.    | Švédsko            | Måns Zelmerlöw                  | „Heroes“                       | angličtina             | 1.       | 365  |
| 11.    | Kypr               | John Karayiannis                | „One Thing I Should Have Done“ | angličtina             | 22.      | 11   |
| 12.    | Austrálie          | Guy Sebastian                   | „Tonight Again“                | angličtina             | 5.       | 196  |
| 13.    | Belgie             | Loïc Nottet                     | „Rhythm Inside“                | angličtina             | 4.       | 217  |
| 14.    | Rakousko           | The Makemakes                   | „I Am Yours“                   | angličtina             | 26.      | 0    |
| 15.    | Řecko              | Maria Elena Kyriakou            | „One Last Breath“              | angličtina             | 19.      | 23   |
| 16.    | Černá Hora         | Knez                            | „Adio“ (Адио)                  | černohorština          | 13.      | 44   |
| 17.    | Německo            | Ann Sophie                      | „Black Smoke“                  | angličtina             | 27.      | 0    |
| 18.    | Polsko             | Monika Kuszyńska                | „In the Name of Love“          | angličtina             | 23.      | 10   |
| 19.    | Lotyšsko           | Aminata                         | „Love Injected“                | angličtina             | 6.       | 186  |
| 20.    | Rumunsko           | Voltaj                          | „De la capăt“                  | rumunština, angličtina | 15.      | 35   |
| 21.    | Španělsko          | Edurne                          | „Amanecer“                     | španělština            | 21.      | 15   |
| 22.    | Maďarsko           | Boggie                          | „Wars for Nothing“             | angličtina             | 20.      | 19   |
| 23.    | Gruzie             | Nina Sublatti                   | „Warrior“                      | angličtina             | 11.      | 51   |
| 24.    | Ázerbájdžán        | Elnur Hüseynov                  | „Hour of the Wolf“             | angličtina             | 12.      | 49   |
| 25.    | Rusko              | Polina Gagarina                 | „A Million Voices“             | angličtina             | 2.       | 303  |
| 26.    | Albánie            | Elhaida Dani                    | „I'm Alive“                    | angličtina             | 17.      | 34   |
| 27.    | Itálie             | Il Volo                         | „Grande amore“                 | italština              | 3.       | 292  |